# 戰慄
《戰慄》（義大利語：Dèmoni）是一部1985年意大利恐怖电影，由兰帕德·帕瓦執導，達利歐·阿基多監製，國際片名為Demons。
這部片在當時造成了不小的轟動，而且故事又是跟電影院有切身關係的，當然就更加強了它的緊張度和可看性。而此片異於一般恐怖片的動感搖滾配樂與原聲帶歌曲，更為影迷津津樂道。
該系列翌年乘勝追擊推出第二集《猛鬼大樓》，但評價與口碑遠遜於首集。

## 劇情
女主角雪麗(Natasha Hovey飾演)搭地下鐵要去赴好友凱西的約，結果有個臉上戴著一半金屬面具的男人發了一張能夠進一間戲院免費觀看試片的入場券給她，於是雪麗便和凱西一起去看了那電影，還在戲院裡被男主角喬治(Urbano Barberini飾演)和友人善意搭訕。
接下來，電影裡面上映的恐怖情節，居然也在戲院內真實發生，觀眾一個個產生了變化，許多人被殺死後便成惡魔。到底雪麗和喬治要怎樣才能逃出去呢？

## 外部連結
- 互联网电影数据库（IMDb）上《戰慄》的资料（英文）
- 爛番茄上《戰慄》的資料（英文）
- 豆瓣电影上《戰慄》的資料 （简体中文）